# HMS Electra (H27)
HMS Electra (H27) là một tàu khu trục lớp E được Hải quân Hoàng gia Anh Quốc chế tạo vào đầu những năm 1930. Trong Chiến tranh Thế giới thứ hai, nó đã chứng kiến những trận hải chiến quan trọng như trận chiến eo biển Đan Mạch và việc đánh chìm thiết giáp hạm HMS Prince of Wales (53) và tàu chiến-tuần dương HMS Repulse (1916), cho đến khi bản thân nó cũng bị đánh chìm trong Trận chiến biển Java vào ngày 27 tháng 2 năm 1942.

## Thiết kế và chế tạo
Lớp tàu khu trục E có đặc tính tương tự như Lớp tàu khu trục C và D dẫn trước vào năm 1931, nhưng có dáng lườn tàu và cầu tàu được cải tiến, được bố trí ba phòng nồi hơi thay vì hai, và pháo QF 4,7 inch (120 mm) có thể nâng đến góc 40° thay vì 30° như ở lớp trước.
Electra được đặt hàng vào ngày 1 tháng 11 năm 1932 trong Chương trình Chế tạo Hải quân 1931. Nó được đặt lườn vào ngày 15 tháng 3 năm 1933 tại xưởng tàu của hãng Hawthorn Leslie and Company ở Hebburn, Tyneside; được hạ thủy vào ngày 15 tháng 2 năm 1934 và hoàn tất vào ngày 15 tháng 9 cùng năm với chi phí 253.350 Bảng Anh.

## Lịch sử hoạt động

### Trước chiến tranh
Sau khi nhập biên chế cùng Hải quân Hoàng gia Anh vào năm 1934, Electra được phân về Chi hạm đội Khu trục 5 trực thuộc Hạm đội Nhà, cùng với các tàu chị em cùng lớp E. Đến tháng 9 năm 1935, Chi hạm đội 5 được điều động sang Hạm đội Địa Trung Hải trong thời gian diễn ra vụ Khủng hoảng Abyssinia, trước khi quay trở lại Hạm đội Nhà vào tháng 3 năm sau. Trong năm 1936, Electra được phân nhiệm vụ tuần tra không can thiệp tại vùng biển Tây Ban Nha nhân cuộc Nội chiến tại nước này. Đến năm 1938, nó trải qua một đợt tái trang bị tại Sheerness, rồi được đưa về lực lượng dự bị. Tuy nhiên, nó nhanh chóng được huy động trở lại vào ngày 2 tháng 8 năm 1939, với một thủy thủ đoàn quân nhân dự bị, và được Vua George VI thị sát vào ngày 26 tháng 8 năm 1939.

### Các hoạt động đầu Thế Chiến II
Lúc bắt đầu Chiến tranh Thế giới thứ hai, Electra được điều về Chi hạm đội Khu trục 12. Vào ngày 3 tháng 9 năm 1939, nó tham gia cứu vớt những người sống sót từ chiếc tàu biển chở hành khách Athenia, vốn bị trúng ngư lôi phóng từ tàu ngầm Đức U-30. Hạm trưởng của Electra, Thiếu tá Hải quân Stuart Austen "Sammy" Buss, là vị sĩ quan cao cấp nhất tại chỗ, nên đã chỉ huy việc cứu hộ. Ông giao cho tàu khu trục Fame nhiệm vụ tuần tra chống tàu ngầm, trong khi bản thân Electra, tàu chị em Escort, chiếc tàu buồm Thụy Điển Southern Cross, chiếc tàu hàng Na Uy Knut Nelson và chiếc tàu chở dầu Hoa Kỳ City of Flint tham gia cứu vớt những người sống sót. Có khoảng 980 hành khách và thủy thủ đã được cứu; chỉ có 112 người thiệt mạng, và Athenia đắm vào sáng hôm sau.
Nhiệm vụ tiếp theo của nó là cùng HMS Exmouth và Inglefield hộ tống một đoàn tàu vận tải đi từ Pentland Firth. Sau khi nồi hơi của nó được tẩy sạch tại Rosyth vào tháng 12 năm 1939, Electra tiếp tục hoạt động hộ tống vận tải và săn đuổi tàu ngầm U-boat tại Khu vực Tiếp cận phía Tây cho đến tháng 4 năm 1940. Nó từng hộ tống cho các đoàn tàu ON 14, HN 14, ON 16, HN 16, ON 18, HN 18, ON 20, và HN 20.

### Chiến dịch Na Uy
Vào đầu tháng 4 năm 1940, Electra hộ tống hai đoàn tàu đi và về từ Na Uy. Chuyến thứ nhất, vốn bao gồm HMS Escapade và tàu tuần dương HMS Southampton, diễn ra an bình. Trong chuyến thứ hai, đoàn tàu bị máy bay ném bom Đức tấn công; một tàu biển chở khách nguyên của Ba Lan phục vụ như một tàu vận chuyển bị đánh chìm, nhưng số còn lại đến nơi an toàn. Sau khi chuyển giao đoàn tàu, Electra được cho tách ra để đưa hai sĩ quan quân đội đến một nơi biệt lập. Trong thời gian này, chiếc tàu khu trục đã bắn rơi một máy bay ném bom Đức bằng pháo 4,7 in (120 mm).
Vài ngày sau, Electra được lắp đặt thiết bị quét mìn TSDS (Two-Speed Destroyer Sweep) với dự định sẽ dẫn trước thiết giáp hạm HMS Warspite đi vào Ofotfjord về phía Narvik, dọn sạch một luồng ngang qua các bãi mìn. Tuy nhiên, Đô đốc Sir William Whitworth quyết định mạo hiểm qua bãi mìn, để Electra lại bên ngoài canh phòng lối ra vào vũng biển. Vào ngày 24 tháng 4, Electra hộ tống cho HMS Vindictive đi từ Bogen đến Narvik để đổ bộ lính cận vệ Ireland. Đến ngày 8 tháng 5, Electra quay trở lại Scapa Flow để được tiếp liệu.
Vào ngày 13 tháng 6 năm 1940, Electra hộ tống cho tàu sân bay HMS Ark Royal để tung ra cuộc không kích xuống Trondheim, Na Uy. Trong hoàn cảnh thời tiết sương mù dày đặc, đô đốc ra lệnh cho đội hình bẻ lái sang hướng gió để Ark Royal có thể phóng máy bay lên. Các tàu khu trục hộ tống đang trong đội hình mũi tên phía trước các tàu chiến chủ lực, với Electra bên mạn trái và HMS Antelope bên mạn phải. Mệnh lệnh cơ động được đưa ra trên liên lạc vô tuyến tần số ngắn với công suất thấp, và rõ ràng nhân viên vô tuyến trên Antelope đã bỏ sót thông điệp; kết quả là Antelope tiếp tục hướng đi trong khi Electra bẻ lái. Bất ngờ, Antelope xuất hiện cắt ngang mũi Electra. Không có thời gian để dừng lại, Electra đâm trúng phía sau Antelope ngay phía sau phòng động cơ. Mũi Electra bị hỏng nặng, và Electra cùng Antelope phải mất bốn ngày để quay trở lại Scotland với tốc độ chậm.
Electra được sửa chữa đồng thời tái trang bị tại xưởng tàu của hãng Ailsa Shipbuilding Company ở Troon, South Ayrshire, Scotland cho đến cuối tháng 8. Dàn ống phóng ngư lôi phía sau của nó được thay thế bằng pháo phòng không 3 in (76 mm), và một khẩu Oerlikon 20 mm được bố trí giữa tàu rên bệ phòng không. Sau khi hoàn tất việc tái trang bị vào ngày 31 tháng 8, Electra gia nhập Chi hạm đội Khu trục 3 trực thuộc Hạm đội Nhà, đặt căn cứ tại Scapa Flow.
Sau đó, Electra cùng các tàu khu trục HMS Jackal, Versatile và Vimy đã hộ tống các con tàu thuộc Hải đội Rải mìn một trong Chiến dịch SN41, một hoạt động rải mìn các lối tiếp cận Tây Bắc của Biển Ireland. Hoạt động tiếp theo của nó là hộ tống chiếc tàu chiến-tuần dương HMS Repulse trong cuộc truy tìm chiếc tàu cướp tàu buôn Đức đã tấn công Đoàn tàu HX-84 và đánh chìm chiếc tàu buôn tuần dương vũ trang Jervis Bay cùng năm con tàu của đoàn tàu. Sau đó Electra tham gia việc tìm kiếm những người sống sót của đoàn tàu vận tải.
Đến tháng 12, nó lại tham gia cuộc truy tìm chiếc tàu cướp tàu buôn được cho là đã thoát ra Bắc Đại Tây Dương. Lực lượng bao gồm tàu chiến-tuần dương Hood, tàu tuần dương hạng nhẹ Edinburgh cùng các tàu khu trục Electra, Escapade, Echo và Cossack. Sau khi trải qua một tuần lễ ngoài biển khơi, kể cả ngày Giáng sinh, và được biết các báo cáo trên là sai lầm, nó quay trở về cảng. Vài ngày sau, Electra được gửi đi biển Bắc Cực trong một nhiệm vụ truy tìm tàu đối phương, quay trở về ngang qua eo biển Đan Mạch, và được tiếp nhiên liệu từ một tàu tuần dương đang khi biển động nặng.
Trong những tháng đầu năm 1941, Electra hầu như chỉ đảm trách nhiệm vụ hộ tống vận tải chung quanh quần đảo Anh Quốc và eo biển Bristol, hầu hết là trong thời tiết lạnh giá và biển động nặng. Vào tháng 1, nó hộ tống chiếc tàu chiến-tuần dương Hood trong các chiến dịch SN6 và SN65, bảo vệ cho các hoạt động rải mìn ở phía Bắc do Hải đội Rải mìn 1 tiến hành. Bắt đầu từ ngày 23 tháng 1, Electra tham gia Chiến dịch Rubble giúp giải thoát nhiều tàu buôn Na Uy khỏi Gothenburg, Thụy Điển. Sang tháng 2, nó hộ tống cho Đoàn tàu WS6A đi từ Clyde trong hai ngày, và vào cuối tháng 2 đã hộ tống cho thiết giáp hạm Prince of Wales trong cuộc chạy thử máy của hãng tàu. Vào tháng 3, Electra và Inglefield đã hộ tống thiết giáp hạm HMS Queen Elizabeth trong cuộc truy tìm các tàu chiến-tuần dương Đức Scharnhorst và Gneisenau. Sau đó, nó hộ tống Đoàn tàu HX 122 rời Halifax vào ngày 20 tháng 4 và đi đến Liverpool vào ngày 8 tháng 5. Trong một chuyến đi, nó đã giải cứu đội bay của một chiếc máy bay tuần tra Avro Anson thuộc Bộ chỉ huy Duyên hải bị rơi ngoài đại dương. Vào giữa tháng 5, nó tham gia Chiến dịch SN9B bảo vệ Hải đội Rải mìn 1 tiến hành các hoạt động rải mìn ở phía Bắc.

### Săn đuổiBismarck
Ngay đầu tháng 5, Bộ Hải quân Anh được cảnh báo việc thiết giáp hạm Đức Bismarck có thể tìm cách thoát ra Bắc Đại Tây Dương. Vì vậy, Electra được lệnh đi đến Scapa Flow để có thể được phái đi đối phó. Ngày 22 tháng 5, ngay sau nữa đêm, Electra khởi hành cùng các tàu khu trục Achates, Antelope, Anthony, Echo và Icarus, hộ tống cho Hood và Prince of Wales trong nhiệm vụ vây kín lối tiếp cận phía Bắc. Theo kế hoạch, lực lượng sẽ được tiếp nhiên liệu tại Hvalfjord, Iceland, rồi lại lên đường canh phòng eo biển Đan Mạch. Chiều tối ngày 23 tháng 5, thời tiết trở xấu; đến 20 giờ 55 phút, Đô đốc Lancelot Holland trên chiếc Hood ra mệnh lệnh cho các tàu khu trục: "Nếu các bạn không thể duy trì tốc độ này, tôi sẽ tiếp tục đi mà không có các bạn. Hãy theo sau với tốc độ nhanh nhất có thể." Đến 02 giờ 15 phút sáng ngày 24 tháng 5, các tàu khu trục được lệnh phân tán ra ở khoảng cách 15 hải lý (28 km) để truy tìm về phía Bắc.
Lúc khoảng 05 giờ 35 phút, Hood nhìn thấy lực lượng Đức, và ngay sau đó Bismarck, có tàu tuần dương hạng nặng Prinz Eugen tháp tùng, cũng nhìn thấy đối thủ. Trong Trận chiến eo biển Đan Mạch diễn ra sau đó, cuộc đấu pháo bắt đầu lúc 05 giờ 52 phút. Đến 06 giờ 01 phút, Hood trúng một quả đạn pháo 38 cm (15 in) ngay vào hầm đạn, gây một vụ nổ khủng khiếp, và khiến nó chìm chỉ trong vòng hai phút. Electra và các tàu khu trục khác lúc đó đang ở cách khoảng 60 hải lý (111 km). Nghe tin Hood bị chìm, Electra vội vã đến ngay hiện trường, đến nơi khoảng hai giờ sau khi Hood chìm xuống nước. Họ hy vọng sẽ tìm thấy nhiều người sống sót, đã chuẩn bị sẵn phương tiện để chăm sóc và cứu chữa y tế. Tuy nhiên, trong tổng số 94 sĩ quan và 1.321 thủy thủ trên chiếc Hood vào lúc đó, chỉ tìm thấy ba người sống sót. Electra đã vớt họ và tiếp tục cuộc tìm kiếm; không lâu sau đó Icarus và Anthony cũng tham gia tìm kiếm trong khu vực, nhưng chỉ phát hiện các mảnh gỗ, quần áo, vật dụng cá nhân, bè vỡ, và một ngăn tủ chứa đầy hồ sơ. Sau nhiều giờ tìm kiếm, họ rời khu vực. Với thời tiết lạnh ở một vĩ đội Bắc như vậy vào thời điểm đó trong năm, thời gian sống sót được dưới nước chỉ tính bằng phút, và ít có khả năng còn người nào sống sót dưới nước.
Sau khi đưa những người được cứu vớt lên bờ ở Iceland, Electra tiếp nhiên liệu, rồi lại lập tức lên đường hộ tống cho chiếc Prince of Wales bị hư hại quay trở lại Rosyth. Khi đến nơi, thủy thủ đoàn có một đợt nghỉ phép ngắn, lần đầu tiên sau nhiều tháng, rồi trong vòng hai tuần lại đi đến Scapa Flow, thực hiện một chuyến đi dọc bờ Tây nước Anh, đi đến Ireland, rồi được tiếp nhiên liệu tại Derry và hộ tống một đoàn tàu vận tải chuyển quân vượt Đại Tây Dương. Electra sau đó được tái trang bị tại Xưởng tàu Hoàng gia của hãng Green & Silley Weir ở Luân Đôn trong 6 tuần, hộ tống một đoàn tàu đi đến Sheerness trên đường đi. Đợt tái trang bị mang đến cho nó một diện mạo mới với màu sơn ngụy trang xanh dương, xanh lá và xám. Chỉ hai ngày sau khi ra khỏi xưởng tàu, nó lại hộ tống một đoàn tàu vận tải, chịu đựng không kích ác liệt của máy bay Đức, nhưng thoát được mà không bị thiệt hại.

### Đoàn tàu vận tải Bắc Cực
Không lâu sau khi đi đến Scapa Flow, Electra phục vụ như là tàu chỉ huy hộ tống cho đoàn tàu vận tải Bắc Cực đầu tiên, Chiến dịch Dervish, vốn bao gồm sáu tàu buôn, được hộ tống bởi các tàu khu trục Electra, Active và Impulsive, ba tàu quét mìn lớp Algerine và ba tàu đánh cá vũ trang. Đoàn tàu đã giữ khoảng cách về phía Tây Na Uy, đánh một vòng rộng để tránh các căn cứ Đức phía Bắc Na Uy, trước khi quay về phía Nam hướng đến Archangelsk. Không có tổn thất trong chuyến đi đến Liên Xô; và trong chuyến quay trở về cùng Đoàn tàu OP1, nó khởi hành vào ngày 26 tháng 9 cùng với Active, các tàu tuần dương HMS London và HMS Shropshire, và 11 tàu buôn.

### Viễn Đông
Vào ngày 20 tháng 10 năm 1941, Electra được lệnh cùng với tàu chị em Express hộ tống thiết giáp hạm HMS Prince of Wales đi sang Viễn Đông dưới quyền chỉ huy của Phó đô đốc Sir Tom Phillips, nơi các con tàu sẽ trở thành hạt nhân cho Hạm đội Đông với ý định răng đe sự bành trướng của Đế quốc Nhật Bản. Trong ba ngày tiếp theo, họ được chất đầy tiếp liệu và đạn dược, đồng thời hoàn trả áo ấm từng được cấp phát cho các chuyến đi đến Nga. Đến ngày 23 tháng 10, chúng rời đi Scapa Flow for Greenock, và vào ngày 25 tháng 10 bắt đầu khởi hành đi sang Viễn Đông. Đơn vị mới này được đặt tên là Lực lượng G cho đến khi đi đến Viễn Đông, khi chúng sẽ được đổi tên là Lực lượng Z. Chúng được tháp tùng bởi tàu khu trục HMS Hesperus, được cho tách ra từ Bộ chỉ huy Tiếp cận phía Tây, trong chặng đầu của hành trình. Các tàu khu trục được Prince of Wales tiếp nhiên liệu về phía Nam Ireland; rồi hai ngày sau, một tàu khu trục khác, HMS Legion, được cho tách ra từ một đoàn tàu vận tải Gibralta để bảo vệ cho Prince of Wales trong khi Electra và Express được tiếp nhiên liệu từ một tàu chở dầu ở Ponta del Garda thuộc quần đảo Azore. Sau khi Electra và Express quay trở lại vào ngày hôm sau, Hesperus và Legion tách ra để đi đến Gibraltar.
Vào ngày 2 tháng 11, các con tàu đi đến Freetown, được nghỉ ngơi ngắn trước khi lại lên đường ngay ngày hôm sau. Chúng lại được tiếp nhiên liệu trên đường đi, và đi đến Cape Town vào ngày 16 tháng 11, nơi các tàu khu trục đi vào Căn cứ Hải quân Simon's Town. Thủy thủ đoàn lại được nghỉ phép ngắn, nhưng nhiều sự kiện đại chúng, bao gồm việc phỏng vấn của báo chí bị hủy bỏ. Chúng rời Cape Town ngày 18 tháng 11 và đi đến Colombo, Ceylon vào ngày 28 tháng 11, có ghé qua Mauritius và đảo san hô Addu để tiếp nhiên liệu trên đường đi.
Vào ngày 29 tháng 11, các tàu khu trục HMS Encounter và HMS Jupiter tách ra từ Hạm đội Địa Trung Hải đến gia nhập lực lượng tại Colombo, và các con tàu lên đường ngay cuối ngày hôm đó. Chúng được tháp tùng ngoài khơi bởi chiếc tàu chiến-tuần dương HMS Repulse vốn khởi hành từ Trincomalee, và lực lượng hướng đến Singapore, đến nơi vào ngày 2 tháng 12, được nghỉ phép vài ngày để tái trang bị và chờ mệnh lệnh. Ngày 1 tháng 12, Bộ Hải quân Anh công bố việc Sir Tom Phillips được thăng hàm Đô đốc, và được chỉ định làm Tư lệnh Hạm đội Đông. Vài ngày sau đó, Repulse bắt đầu một chuyến đi sang Australia cùng với HMAS Vampire và HMS Tenedos, nhưng lực lượng này được gọi quay trở lại Singapore để tập trung cho những chiến dịch có thể có chống lại quân Nhật.

### Lực lượng Z tại Singapore
Sáng sớm ngày 8 tháng 12, Singapore bị máy bay Nhật Bản không kích. Prince of Wales và Repulse bắn trả bằng hỏa lực phòng không, nhưng không bắn rơi được máy bay nào và các con tàu cũng không bị thiệt hại. Sau khi nhận được tin tức về việc Trân Châu Cảng bị tấn công và lực lượng Nhật xâm chiếm Xiêm La, Lực lượng Z ra khơi lúc 17 giờ 30 phút ngày 8 tháng 12. Lực lượng Z lúc này bao gồm Prince of Wales và Repulse, được hộ tống bởi các tàu khu trục Electra, Express, Vampire và Tenedos. Đến khoảng 18 giờ 30 phút ngày 9 tháng 12, Tenedos được cho tách ra để quay trở lại Singapore do trữ lượng nhiên liệu hạn chế của nó. Đêm đó, Electratrông thấy và báo cáo một pháo sáng về phía Bắc, điều này khiến lực lượng Anh phải né tránh về phía Đông Nam. Quả pháo sáng này do một máy bay Nhật nhầm lẫn thả ngay trên các con tàu của họ, và cũng khiến hạm đội Nhật quay mũi về phía Đông Bắc. Vào lúc này hai lực lượng đối đầu chỉ cách nhau khoảng 5 nmi (9,3 km).
Đến 20 giờ 55 phút, Đô đốc Phillips quyết định hủy bỏ chiến dịch, và ra lệnh cho lực lượng quay trở lại Singapore, vì đã mất yếu tố bất ngờ. Trên đường đi, chúng bị tàu ngầm I-58 phát hiện và báo cáo vị trí. Sáng hôm sau, 10 tháng 12, Phillips nhận được một báo cáo rằng quân Nhật đã đổ bộ lên Kuantan, nên Express được cho tách ra để trinh sát khu vực này, nhưng không phát hiện được gì. Xế trưa hôm đó, Prince of Wales và Repulse bị 85 máy bay ném bom Mitsubishi G3M và G4M của Hải quân Nhật đặt căn cứ tại Sài Gòn tấn công ngoài khơi Kuantan. Repulse bị đánh chìm do trúng năm quả ngư lôi chỉ trong vòng 20 phút; Prince of Wales cầm cự được thêm một giờ trước khi cũng bị đánh chìm. Electra và Vampire tiếp cận để cứu vớt những người sống sót từ chiếc Repulse, trong khi Express trợ giúp cho thủy thủ của Prince of Wales.
Electra gửi điện vô tuyến báo cáo việc Repulse và Prince of Wales bị đánh chìm, và Đô đốc Tom Phillips tử trận cùng với con tàu. Khi được cứu vớt, một số người sống sót từ chiếc Repulse đã trực chiến trên Electra để thủy thủ của nó có thể rảnh tay cứu vớt thêm những người khác; đặc biệt là pháo thủ của Repulse đã vận hành các tháp pháo 4,7 inch 'X' và 'Y', còn viên nha sĩ của Repulse đã trợ giúp đội y tế của Electra trong việc cứu chữa những người bị thương. Tổng cộng ba con tàu đã cứu được trên 1.000 người sống sót từ hai chiếc Prince of Wales và Repulse, trong đó Electra cứu được khoảng 571 người; một số sau đó bị bắt làm tù binh tại Malaya và Đông Ấn thuộc Hà Lan khi cả hai đầu hàng Nhật Bản ba tháng sau đó, và một số tử trận khi các con tàu Anh bị đánh chìm trong Ấn Độ Dương cũng như trong Trận chiến biển Java. Electra và các tàu khu trục khác quay trở lại Singapore để đưa những người sống sót lên bờ, tiếp nhiên liệu và bổ sung đạn dược.

### Hộ tống vận tải
Trong ba tuần lễ tiếp theo, Electra làm nhiệm vụ hộ tống các đoàn tàu vận tải đi và đến Singapore, thường xuyên được tháp tùng bởi chiếc tàu tuần dương hạng nhẹ HMAS Hobart. Nó đã hộ tống đoàn tàu vận tải BM-9B, vốn khởi hành từ Bombay, Ấn Độ vào ngày 22 tháng 12 năm 1941 vận chuyển Lữ đoàn bộ binh 45 Ấn Độ, từ ngày 3 tháng 1 năm 1942 cho đến khi chúng đến Singapore vào ngày 6 tháng 1. Sau đó là đoàn tàu BM-10, rời Bombay ngày 8 tháng 1 với Lữ đoàn bộ binh 44 Ấn Độ, xe cộ và tiếp liệu cho Sư đoàn 18; chúng được Electra hộ tống từ ngày 20 đến ngày 22 tháng 1.
Trong tuần lễ cuối cùng của tháng 1, Electra nằm trong thành phần hộ tống đoàn tàu vận tải BM-11, bao gồm các tàu vận chuyển Hoa Kỳ USS West Point và USS Wakefield cùng các tàu Anh Duchess Of Bedford, Empress of Japan và Empire Star, rời Bombay ngày 19 tháng 1 năm 1942. Chúng chuyên chở 5 khẩu đội phòng không hạng nhẹ, 1 đại đội xe tăng hạng nhẹ và Sư đoàn 18 (ngoại trừ Lữ đoàn 53), tổng cộng 17.000 binh lính, được Electra hộ tống từ ngày 24 tháng 1, di chuyển qua các eo biển Berhala, Durian, Philips và cuối cùng đi đến cảng Keppel tại Singapore vào ngày 29 tháng 1. Tại đây, vào khoảng 11 giờ 00 phút ngày 31 tháng 1, Electra cặp mạn West Point để chuyển giao 20 nhân sự của xưởng tàu hải quân, 8 phụ nữ, một sĩ quan Pháp Tự do và một sĩ quan Không quân Hoàng gia sang West Point để được đưa trở về Ceylon.
Bắt đầu từ ngày 3 tháng 2, Electra còn trợ giúp vào việc kéo tàu khu trục HMS Isis, vốn đang trong giai đoạn tân trang, đi từ Singapore đến Java. Chúng bị máy bay ném bom tầm cao Nhật Bản tấn công trên đường đi, nhưng không bị hư hại. Electra còn hộ tống cho đoàn tàu vận tải BM-12 quay trở về Bombay từ ngày 7 đến ngày 9 tháng 2, khi chúng băng qua eo biển Sunda. Ngay trước khi Singapore thất thủ, Electra và các tàu khu trục khác hộ tống các tàu buôn còn lại đi đến Tanjong Priok, Java.

### Trận chiến biển Java
Ngày 26 tháng 2 năm 1942, Electra từ Tanjong Priok đi đến Surabaya cùng với HMS Exeter, HMAS Perth, tàu tuần dương hạng nhẹ Hà Lan HNLMS Java và các tàu khu trục HMS Jupiter và HMS Encounter. Các chiếc HMS Dauntless, HMS Danae và HMAS Hobart tiếp tục ở lại Tanjong Priok. Vào ngày 27 tháng 2, lực lượng tấn công rời Surabaya, với đội hình gồm ba tàu khu trục Anh dẫn đầu, với Electra ở giữa, Jupiter bên mạn trái và Encounter bên mạn phải; tiếp theo là tàu tuần dương Hà Lan HNLMS De Ruyter, HMS Exeter, tàu tuần dương Hoa Kỳ USS Houston, HMAS Perth và HNLMS Java, rồi được bọc hậu bởi hai tàu khu trục Hà Lan và bốn tàu khu trục Mỹ.
Xế trưa hôm đó, chúng đụng độ với lực lượng tàu chiến đối phương. Electra xoay xở né tránh các loạt đạn pháo và ngư lôi trong lượt đầu tiên. Lúc 17 giờ 15 phút, Exeter trúng một quả đạn pháo khiến phá hủy một tháp pháo 4 inch (102 mm) và gây một vụ nổ trong một phòng nồi hơi, khiến nó bị mất tốc độ. Đến 17 giờ 25 phút, thấy Exeter gặp khó khăn, Electra hướng mũi về phía các tàu đối phương, có hai tàu khu trục Anh tiếp nối, để che chở cho Exeter rút lui. Sau khi né tránh nhiều loạt đạn pháo suýt trúng từ tàu tuần dương hạng nhẹ Nhật Jintsu, Electra bắn trả, ghi được nhiều phát trúng vào Jintsu và tàu khu trục Asagumo. Trong mối tương quan bị áp đảo lực lượng, Electra chịu đựng nhiều phát bắn trúng đích, làm hỏng tháp pháo 'A' và 'X', hỏng hệ thống điện phía trước, liên lạc bị cắt đứt, bệ đèn pha bị phá hủy, phòng nồi hơi phía sau bị hư hại và ống dẫn hơi nước chính bị vỡ. Con tàu chết đứng giữa biển, phóng toàn bộ số ngư lôi, và bắt đầu nghiêng sang mạn trái. Sau khi một đám cháy phát sinh bên dưới tháp pháo 'B' và tháp pháo 'Y' hết đạn, lệnh bỏ tàu được đưa ra. Electra chìm lúc chiều tối ngày 27 tháng 2 năm 1942 với mũi chìm trước.

### Những người sống sót
Đêm đó, lúc 02 giờ 35 phút ngày 28 tháng 2, 54 người sống sót trong tổng số 173 thành viên thủy thủ đoàn được chiếc tàu ngầm Mỹ S-38 cứu vớt và đưa đến Surabaya; có thêm một người từ trần khi còn trên chiếc tàu ngầm. Sau khi được cứu chữa tại một bệnh viện, 42 người được đưa đến Australia trên chiếc tàu hơi nước Verspeck, đến nơi vào ngày 10 tháng 3. Thêm một người khác qua đời tại bệnh viện, 10 người trong tình trạng nguy kịch được để lại bệnh viện. Sau khi trải qua thêm một thời gian để hồi phục, nhiều người được đưa lên chiếc tàu biển chở khách Nankin để đi Ceylon, để cuối cùng có thể quay trở về Anh. Trên đường đi, Nankin bị chiếc tàu cướp tàu buôn Đức Thor đánh chìm. Sau khi trải qua bảy tuần trên chiếc tàu tiếp liệu Regensburg tháp tùng theo Thor, những người sống sót bị giao cho phía Nhật Bản, và họ trải qua thời gian cho đến hết chiến tranh trong một trại tập trung tù binh.
Ngày 29 tháng 3 năm 1947, một tấm cửa sổ kính màu được đặt tại nhà nguyện St. George thuộc Căn cứ Hải quân Hoàng gia Chatham được dành riêng để tưởng niệm thủy thủ đoàn của HMS Electra.

## Tái phát hiện
Vào tháng 8 năm 2003, chiếc M/V Empress đã phát hiện ra xác tàu đắm của HMS Electra. Nó nằm nghiêng sang mạn trái ở độ sâu 160 ft (49 m) nước, hoàn toàn bị bao phủ bởi lưới đánh cá. Điều thú vị là vị trí phát hiện xác tàu đắm không gần vị trí do các bản đồ chiến trận Đồng Minh ghi nhận, nhưng khớp với vị trí được đánh dấu trên bản đồ chiến trận của Nhật Bản.